# Corydoras latus
Corydoras latus är en fiskart som beskrevs av Pearson 1924. Corydoras latus ingår i släktet Corydoras och familjen Callichthyidae. Inga underarter finns listade i Catalogue of Life.